# Coton, Northamptonshire
Coton är en by i civil parish Ravensthorpe, i distriktet West Northamptonshire, i grevskapet Northamptonshire i England. Byn är belägen 13,5 km från Daventry. Orten har 76 invånare (2009). Coton var en civil parish 1866–1935 när blev den en del av Ravensthorpe. Civil parish hade 83 invånare år 1931. Byn nämndes i Domedagsboken (Domesday Book) år 1086, och kallades då Cota/Cote.